# 양주중학교
양주중학교(良州中學校)는 대한민국 경상남도 양산시 상북면 석계리에 있는 공립 중학교이다.

## 학교 연혁
- 1969년 10월 23일 : 양산중학교 상북분교 설립인가
- 1970년 3월 16일 : 개교(6학급)
- 1971년 3월 1일 : 양주중학교 인가
- 2003년 1월 1일 : 교육감 지정 영어교육 연구학교
- 2013년 1월 1일 : 교육감 지정 EBS교육멘토링 연구학교
- 2013년 3월 1일 : 학급변경 인가 12학급
- 2021년 3월 1일 : 교육부 지정 교육과정 연구학교(2021~2023)
- 2021년 9월 1일 : 제23대 정강숙 교장 취임
- 2022년 12월 29일 : 제51회 졸업식(61명 졸업, 누계 6,840명)
- 2023년 3월 2일 : 제54회 입학식(3학급 52명 입학)

## 참고 자료
- 양주중학교 - 한국교육학술정보원 학교알리미